# Gérard Trignac
Gérard Trignac, né le 19 juin 1955 à Bordeaux, est un dessinateur, illustrateur, peintre et graveur contemporain français.
Il est connu pour ses paysages urbains imaginaires et l’illustration de textes d’auteurs tels Italo Calvino ou Jorge Luis Borges.

## Biographie

### Formation
Gérard Trignac étudie d'abord l'architecture de 1975 à 1978, après un bref passage à l'École des beaux-arts.
En 1982, il est l’un des lauréats de la 53e promotion des artistes accueillis à la Casa de Velázquez de Madrid, où il séjourne deux ans, jusqu’en 1984.

### Distinction
Il est nommé académicien associé, section art, de l’Académie internationale de Greci-Marino (Italie) en 1997.

### Récompenses
- Premier prix du Salon de la gravure originale de Bayeux
- Premier prix du Salon des méridionaux de Toulouse
- Prix Charles Oulmont-Fondation de France
- Prix Kiyoshi Hasegawa
- Prix de gravure Michel Ciry

## Œuvre

### Description
L’œuvre gravé de Gérard Trignac s’attache principalement aux thèmes des architectures imaginaires et paysages fantastiques. Certaines de ses gravures évoquent les compositions des planches de Piranèse. En dehors de travaux exécutés sur commandes, ses dessins explorent la même veine. Il utilise à la fois l’eau-forte, le burin et la pointe sèche et assure lui-même les tirages, en nombre limité. Les jeux d’ombre et de lumière y sont importants, avec une gamme étendue de gris. Dans ses dessins, au crayon ou à la plume, ou ses lavis, il reprend souvent les mêmes compositions, les laissant évoluer d’une technique à l’autre. Le processus de création peut prendre plusieurs mois avant d'être complété.
Son travail est figuratif mais dans ses planches, aucune présence humaine; seuls parfois de minuscules personnages qui passent presque inaperçus se fondant dans l’environnement architectural. Épris d'architecture, notamment celle de Claude-Nicolas Ledoux, il rassemble une documentation importante, dans les livres ou les revues avant d'exécuter des croquis. Une autre source d'inspiration vient de ses flâneries dans les villes.
Les titres de ses œuvres, choisis à dessein, participent de son univers poétique. Son univers fantastique suggère le mystère et l'inquiétude.

### Illustration d'ouvrages de bibliophilie
- Le Château et Tristan et Iseut, adaptation moderne de Pierre Dalle Nogare, préface d'Alain Bosquet, illustré de dix gravures originales sur cuivre de Lars Bo, Gisèle Celan-Lestrange, Gérard Diaz, Donatella, Gérard Trignac, et alii, Paris, Club du livre, 1985
- Ode à Paris de Philippe Soupault, Paris, galerie Bernier, 1986
- Jorge Luis Borges, L’Immortel, traduction de Roger Caillois, Paris, Bibliophiles de l’Automobile Club de France, 1989
- Dix ans de gravures, avec un texte de Gilbert Lascault, Éditions Natiris
- Italo Calvino, Les Villes invisibles, traduction de Jean Thibaudeau, Paris, Amis du livre contemporain, 1993[4],[5]

### Fantasy
- [Collectif], Abyme : le guide de la cité des Ombres, sous la dir. de Raphaël Granier de Cassagnac, Éditions Mnemos, 2009 (livre-univers autour de la réédition en 2007 de l’œuvre de Mathieu Gaborit sous le titre Les Royaumes crépusculaires - l'intégrale).

## Collections publiques et conservation
- Musée des beaux-arts de Bordeaux[6],[7]
- Musée d'art moderne et contemporain de Toulouse (Les Abattoirs)[8]
- Musée d'art moderne et contemporain (Strasbourg)[9]
- Musée national centre d'art Reina Sofía
- Bibliothèque nationale de France[10]
- Musée Raymond Lafage (Lisle sur Tarn)
- Le Plateau (centre d'art contemporain), FRAC
- San Francisco De Young Museum[11],[12]

## Expositions
Sa première exposition personnelle se tient en 1980 à la galerie Condillac, à Bordeaux. En 1984, il expose à la galerie Bernier, à Paris, et à la Société des peintres-graveurs français (Bibliothèque nationale de France), puis, en 1985, à la galerie L’Angle aigu à Bruxelles. En 1986, la Galerie K à Lyon lui offre une autre exposition personnelle.
En 1987, il participe à l’exposition « Huit graveurs » à la galerie Condillac. Suit une exposition personnelle à la galerie Michèle Broutta à Paris et, en 1991, une exposition à la galerie Torculo, à Madrid, suivie, en 1993, d'une autre à la galerie Les Argonautes à Lyon et, enfin, à la Galleria del Leone à Venise (avec Francois Houtin).
En 1998, il a une exposition personnelle à la galerie Palladion, à Toulouse, puis, en 2000, deux autres expositions, l’une à la galerie Condillac (Bordeaux), l’autre de nouveau à la galerie Michèle Broutta (Paris).
En 2002, il participe à l'exposition collective « Victor Hugo et les artistes contemporains » à la galerie municipale d'art contemporain de Chamalières.
En 2004 se tient la première rétrospective de son œuvre gravé à la bibliothèque municipale de Bordeaux, suivie de l’édition de Portes du silence ainsi que la publication d'un catalogue raisonné (William Blake & Co). Il commence sa collaboration avec le monde de la publicité et des jeux vidéo.
Depuis ses débuts, Gérard Trignac a exposé lors de plusieurs manifestations dans le monde autour de la gravure (IFPDA Print Fair, New York ; Art On Paper Fair, Londres et New York ; Imprimatur, Milan ; Works On Paper, Bruxelles ; Estampa, Madrid ; Salon de l’estampe, Paris). En 2012, il participe, avec treize autres graveurs français, à l'exposition « Les Visionnaires » au musée Panorama de Bad Frankenhausen en Allemagne.